# Cudotanagerki
Cudotanagerki (Hemithraupinae) – podrodzina ptaków z rodziny tanagrowatych (Thraupidae).

## Występowanie
Podrodzina obejmuje gatunki występujące w Ameryce.

## Systematyka
Do podrodziny należą następujące gatunki:
- Chlorophanes – jedynym przedstawicielem jest Chlorophanes spiza – seledynek
- Iridophanes – jedynym przedstawicielem jest Iridophanes pulcherrimus – złotoszyjnik
- Chrysothlypis
- Heterospingus
- Hemithraupis